# Renvoi (droit international privé)
Pour les articles homonymes, voir Renvoi.
Un renvoi, en droit international privé, est un mécanisme juridique d'après lequel le juge saisi d'un litige que le droit national commande de trancher selon une loi étrangère n'applique pas le droit matériel de ce pays (c'est-à-dire le droit qui règle la question au fond) mais utilisera plutôt les règles de conflit de lois de ce pays (c'est-à-dire les règles qui désignent le droit applicable). Ces règles pourront elles-mêmes permettre un "renvoi" vers le droit français qui sera donc applicable au fond de l'affaire (renvoi au premier degré) ou alors vers le droit d'un pays tiers (renvoi au second degré).
A titre d'exemple, supposons un litige international que le droit français rattacherait à la loi allemande et que le droit allemand rattacherait à la loi anglaise, ce dernier droit se désignant lui-même compétent, le juge français saisi devrait en fin de compte appliquer la loi anglaise puisque le droit allemand que le droit français désigne y renvoie. Si le renvoi n'avait pas été admis par le droit français alors le juge français aurait dû appliquer les dispositions internes allemandes.
Le droit français admet le renvoi depuis les arrêts Forgo rendus par la Cour de Cassation les 24 juin 1878 et 22 février 1882 qui attribuaient fort opportunément la succession d'un ressortissant allemand à l'État français. L'admission du renvoi en France est donc d'origine jurisprudentielle tout comme une large part du droit international privé.
On distingue le renvoi au premier degré qui renvoie à l'État du for et le renvoi au second degré qui renvoie au droit d'un pays tiers. En droit international privé français, le renvoi au premier degré est souvent accepté, parce qu'il permet au juge français d'appliquer le droit français, tout en préservant le jeu du droit international privé. Le renvoi au second degré est, lui, d'application bien plus rare.
A l'étranger, le renvoi peut avoir un régime juridique très différent. Certains pays admettent les deux degrés de renvois comme la France (l'Allemagne, le Royaume-Uni ou encore le Venezuela), d'autres n'acceptent que le renvoi au premier degré (Espagne, Japon, Pologne...). Enfin, certains Etats n'acceptent aucun type de renvoi (Chine, Tunisie ou encore le Québec).